# Liste der Abgeordneten im Mährischen Landtag 1879–1884
Diese Liste nennt die Abgeordneten zum Mährischen Landtag in der vierten Wahlperiode 1879–1884.

## Landesausschuss
| Funktion                       | Abgeordneter                  | Anmerkung                                               |
| ------------------------------ | ----------------------------- | ------------------------------------------------------- |
| Landeshauptmann                | Adalbert Freiherr von Widmann | Gutsbesitzer                                            |
| Landeshauptmann-Stellvertreter | August Wenzliezke             | Advokat                                                 |
| Beisitzer                      | Graf Heinrich Belrupt         |                                                         |
| Beisitzer                      | Carl Frendl                   | Notar                                                   |
| Beisitzer                      | Moriz Illek                   | Advokat (bis 1879)                                      |
| Beisitzer                      | Hugo Ritter von Manner        |                                                         |
| Beisitzer                      | Alois von Pražák              | Dr. jur., Advokat und Reichsratsabgeordneter (bis 1879) |
| Beisitzer                      | Franz Šrom                    | (ab 1880)                                               |
| Beisitzer                      | Adolph Prombér                | Dr. jur., Advokat und Reichsratsabgeordneter            |
| Beisitzer                      | August Wenzliezke             | Advokat                                                 |

## Landtag
| Kurie                      | Wahlkreis                       | Abgeordneter                                | Anmerkung                                        |
| -------------------------- | ------------------------------- | ------------------------------------------- | ------------------------------------------------ |
| Virilstimme                | 0                               | Friedrich Landgraf von Fürstenberg          | Fürst-Erzbischof von Olmütz                      |
| Virilstimme                | 0                               | Carl Nöttig                                 | Bischof von Brünn († 1882)                       |
| Virilstimme                | 0                               | Franziskus von Sales Bauer                  | Bischof von Brünn (ab 1882)                      |
| Großgrundbesitz            | Fideikommissbesitzer            | Landgraf Joseph von Fürstenberg             | Geheimrat                                        |
| Großgrundbesitz            | Fideikommissbesitzer            | Freiherr Arthur Königsbrunn                 | (bis 1880)                                       |
| Großgrundbesitz            | Fideikommissbesitzer            | Graf Leopold Podstatzky-Lichtenstein        | (ab 1881)                                        |
| Großgrundbesitz            | Fideikommissbesitzer            | Graf Carl von Lützow                        |                                                  |
| Großgrundbesitz            | Fideikommissbesitzer            | Graf Alois Serényi                          |                                                  |
| Großgrundbesitz            | Fideikommissbesitzer            | Ernst Freiherr von Vorst-Gudenau-Mirbach    | (bis 1883)                                       |
| Großgrundbesitz            | Übrige                          | Joseph Aresin                               | Gutsbesitzer                                     |
| Großgrundbesitz            | Übrige                          | Freiherr Alfred Baillou                     |                                                  |
| Großgrundbesitz            | Übrige                          | Graf Gustav Belrupt-Tissac                  | Domherr in Olmütz                                |
| Großgrundbesitz            | Übrige                          | Johann Ritter von Chlumecky                 | Handelsminister                                  |
| Großgrundbesitz            | Übrige                          | Carl Ritter von Czadersky                   |                                                  |
| Großgrundbesitz            | Übrige                          | Graf Adolph Dubský                          | Kämmerer                                         |
| Großgrundbesitz            | Übrige                          | Freiherr Joseph Eichoff                     | Geheimrat                                        |
| Großgrundbesitz            | Übrige                          | Freiherr Friedrich d’Elvert                 | Landesgerichtspräsident                          |
| Großgrundbesitz            | Übrige                          | Philipp Ritter von Harrasowsky              | Gutsbesitzer                                     |
| Großgrundbesitz            | Übrige                          | Leopold Haupt Edler von Buchenrode          | Kaiserlicher Rat, Gutsbesitzer                   |
| Großgrundbesitz            | Übrige                          | Graf Friedrich Jenisson-Wallworth           | Gutsbesitzer                                     |
| Großgrundbesitz            | Übrige                          | Graf Béla Kálnoki von Köröspatak            | Gutsbesitzer (bis 1880)                          |
| Großgrundbesitz            | Übrige                          | Graf Friedrich Stockau                      | (ab 1881)                                        |
| Großgrundbesitz            | Übrige                          | Freiherr Franz Klein                        |                                                  |
| Großgrundbesitz            | Übrige                          | Freiherr Max Kübeck                         |                                                  |
| Großgrundbesitz            | Übrige                          | Hugo Ritter von Manner                      | Gutsbesitzer                                     |
| Großgrundbesitz            | Übrige                          | Adam Ritter von Mohrweiser                  | Gutsbesitzer (bis 1879)                          |
| Großgrundbesitz            | Übrige                          | Freiherr Hubert von Klein                   | Advokat (ab 1880)                                |
| Großgrundbesitz            | Übrige                          | Freiherr Angelo Pichioni                    |                                                  |
| Großgrundbesitz            | Übrige                          | Freiherr Eugen von Poche-Lettmayer          | Gutsbesitzer                                     |
| Großgrundbesitz            | Übrige                          | Fürst Hugo Salm zu Reifferscheidt-Krautheim | Geheimrat                                        |
| Großgrundbesitz            | Übrige                          | Emil von Tersch                             |                                                  |
| Großgrundbesitz            | Übrige                          | Joseph von Teuber                           | Fabrikant                                        |
| Großgrundbesitz            | Übrige                          | Freiherr Ludwig von Türkheim-Geislern       |                                                  |
| Großgrundbesitz            | Übrige                          | Eduard Ulrich                               | Advokat (bis 1881)                               |
| Großgrundbesitz            | Übrige                          | Guido Dubsky                                | Gutsbesitzer (ab 1883)                           |
| Großgrundbesitz            | Übrige                          | Freiherr Adalbert von Widmann               | Gutsbesitzer                                     |
| Großgrundbesitz            | Übrige                          | Graf Victor Widmann-Sedlnitzky              | Kämmerer                                         |
| Landeshauptstadt Brünn     | 0                               | Joseph Kafka                                | Eisenhändler in Brünn                            |
| Landeshauptstadt Brünn     | 0                               | Carl Ritter van der Strass                  | Advokat in Brünn (bis 1880)                      |
| Landeshauptstadt Brünn     | 0                               | Christian Ritter von d’Elvert               | p. H. R. in Brünn (ab 1882)                      |
| Landeshauptstadt Brünn     | 0                               | August Wenzliezke                           | Advokat in Brünn, Landeshauptmann-Stellvertreter |
| Landeshauptstadt Brünn     | 0                               | Theodor Bochner                             | Fabrikant in Brünn                               |
| Handels- und Gewerbekammer | Brünn                           | Julius Gomperz                              | Kammerpräsident in Brünn                         |
| Handels- und Gewerbekammer | Brünn                           | Moriz Ritter von Bauer                      | Fabrikant in Brünn                               |
| Handels- und Gewerbekammer | Brünn                           | Adolph Ripka                                | kaiserlicher Rat, Großhändler in Brünn           |
| Handels- und Gewerbekammer | Olmütz                          | Anton Schmidt                               | Papierfabrikant in Groß-Ullersdorf               |
| Handels- und Gewerbekammer | Olmütz                          | Moriz Primavesi                             | Großhändler in Olmütz                            |
| Handels- und Gewerbekammer | Olmütz                          | Emanuel Ritter von Proskowetz               | Fabrikant in Kwassitz                            |
| Städte und Industrial-Orte | 1. Olmütz                       | August Weeber                               | Advokat in Olmütz                                |
| Städte und Industrial-Orte | 2. Iglau                        | Eduard Sturm                                | Advokat in Brünn                                 |
| Städte und Industrial-Orte | 3. Kremsier                     | August Benesch                              | Advokat in Kremsier                              |
| Städte und Industrial-Orte | 4. Nikolsburg                   | Carl Lebwohl                                | Ledererzeuger in Nikolsburg                      |
| Städte und Industrial-Orte | 5. Prossnitz mit Deutsch-Brodek | Albert Trieschet                            | Dr. jur., Advokat in Prossnitz                   |
| Städte und Industrial-Orte | 6. Sternberg                    | Carl Mikulaschek                            | Fabrikant in Sternberg                           |
| Städte und Industrial-Orte | 7. Znaim                        | Johann Fux                                  | Stadtsekretär in Znaim (bis 1882)                |
| Städte und Industrial-Orte | 7. Znaim                        | Johann Haase                                | Gemeinderat in Znaim (ab 1883)                   |
| Städte und Industrial-Orte | 8. Trübau                       | Carl Frendl                                 | Dr. jur. Notar in Brünn                          |
| Städte und Industrial-Orte | 9. Auspitz                      | Adolph Promber                              | Advokat in Brünn                                 |
| Städte und Industrial-Orte | 10. Boskowitz                   | Joseph Januschka                            | Statth. R. in Brünn                              |
| Städte und Industrial-Orte | 11. Gaya                        | Rudolph Auspitz                             | Fabrikant in Rohatetz                            |
| Städte und Industrial-Orte | 12. Ungarisch-Hradisch          | Johann Protzkar                             | Bürgermeister in Hradisch                        |
| Städte und Industrial-Orte | 13. Holleschau                  | August Thonnet                              | Fabrikbesitzer in Bystřitz                       |
| Städte und Industrial-Orte | 14. Ungarisch-Brod              | Ludwig Brix                                 | Bürgermeister in Ungarisch-Brod                  |
| Städte und Industrial-Orte | 15. Trebisch                    | Paul Böhm                                   | Gemeinderat in Trebisch                          |
| Städte und Industrial-Orte | 16. Datschitz                   | Carl Panowsky                               | Realitätenbesitzer in Eibenschitz                |
| Städte und Industrial-Orte | 17. Neustadtl                   | Joseph Fanderlik                            | Dr. jur., Advokat in Olmütz                      |
| Städte und Industrial-Orte | 18. Neutitschein                | Heinrich Preisenhammer                      | Dr. jur., Advokat in Neutitschein                |
| Städte und Industrial-Orte | 19. Freiberg                    | Franz Preissig                              | Bürgermeister in Freiberg                        |
| Städte und Industrial-Orte | 20. Mährisch-Ostrau             | Eduard Zwierzina                            | Bergwerksbesitzer in Mährisch-Ostrau             |
| Städte und Industrial-Orte | 21. Weisskirchen                | Carl Frantich                               | Hausbesitzer in Weisskirchen                     |
| Städte und Industrial-Orte | 22. Mährisch-Neustadt           | Moriz Ilek                                  | Dr. jur., Advokat in Brünn                       |
| Städte und Industrial-Orte | 23. Prerau                      | Ignatz Wurm                                 | Konsistorialsekretär in Olmütz                   |
| Städte und Industrial-Orte | 24. Schönberg                   | Friedrich Ritter von Tersch                 | Sekretär in Schönberg                            |
| Städte und Industrial-Orte | 25. Hof                         | Hans Lichtblau                              | Grundbesitzer in Bärn                            |
| Städte und Industrial-Orte | 26. Müglitz                     | Bruno Steinbrecher                          | Dr. jur., Notar in Schönberg                     |
| Städte und Industrial-Orte | 27. Kromau                      | Carl Wenk                                   | Wirtschaftsrat in Kromau                         |
| Landgemeinden              | 1. Brünn                        | Graf Egbert Belcredi                        | Gutsbesitzer in Lösch                            |
| Landgemeinden              | 2. Tischnowitz                  | Heinrich Orator                             | Wirtschaftsbesitzer in Laažnko                   |
| Landgemeinden              | 3. Trübau                       | Anton Gromes                                | Grundbesitzer in Ranigsdorf (bis 1881)           |
| Landgemeinden              | 3. Trübau                       | Ferdinand Richter                           | Erbgerichtsbesitzer in Greifendorf (ab 1882)     |
| Landgemeinden              | 4. Boskowitz                    | Alois Pražák                                | Advokat in Brünn                                 |
| Landgemeinden              | 5. Wischau                      | Ctibor Helcelet                             | Dr. jur., Advokat in Wischau                     |
| Landgemeinden              | 6. Auspitz                      | Bartholomäus Janku                          | Dr. jur., Advokat in Seelowitz                   |
| Landgemeinden              | 7. Seelowitz                    | Johann Hruza                                | Handelsmann in Raigern                           |
| Landgemeinden              | 8. Gaya                         | Franz Weber                                 | Pfarrer in Milotitz                              |
| Landgemeinden              | 9. Ungarisch-Hradisch           | Johann Witek                                | Grundbesitzer in Chilitz                         |
| Landgemeinden              | 10. Kremsier                    | Johann Kozánek                              | Advokat in Kremsier                              |
| Landgemeinden              | 11. Prerau                      | Wolfgang Kusý                               | Dr. jur., Advokat in Brünn                       |
| Landgemeinden              | 12. Holleschau                  | Franz Skopalik                              | Grundbesitzer in Zahlenitz                       |
| Landgemeinden              | 13. Ungarisch-Brod              | Franz Šrom                                  | Dr. jur., Advokat in Ungarisch-Brod              |
| Landgemeinden              | 14. Iglau                       | J. Konarowsky                               | M. Dr. in Triesch                                |
| Landgemeinden              | 15. Trebitsch                   | Anton Meznik                                | Dr. jur., Advokat in Prag                        |
| Landgemeinden              | 16. Datschitz                   | Ferdinand Heidler                           | Dr., Notar in Jamnitz                            |
| Landgemeinden              | 17. Neustadtl                   | Friedrich Hoppe                             | Dr. jur., Advokat in Brünn                       |
| Landgemeinden              | 18. Neutitschein                | Johann Moraw                                | Gemeindevorsteher in Waltersdorf                 |
| Landgemeinden              | 19. Weisskirchen                | Thomas Kovařík                              | Grundbesitzer in Groß-Aujezd (bis 1882)          |
| Landgemeinden              | 19. Weisskirchen                | Joseph Schindler                            | Grundbesitzer in Cernotin (ab 1883)              |
| Landgemeinden              | 20. Mistek                      | Ignaz Wondráček                             | Bergwerksbesitzer in Mährisch-Ostrau (bis 1881)  |
| Landgemeinden              | 20. Mistek                      | Ludwig Kubala                               | Grundbesitzer in Fritschowitz (ab 1882)          |
| Landgemeinden              | 21. Wallachisch-Meseritsch      | Alois Mikyška                               | Dr. jur., Advokat in Wallachisch-Meseritsch      |
| Landgemeinden              | 22. Olmütz                      | Johann Jestřabek                            | Gemeindevorsteher in Groß-Wisternik              |
| Landgemeinden              | 23. Prossnitz                   | Thomas Podivinský                           | Ökonom in Smrzitz                                |
| Landgemeinden              | 24. Sternberg                   | Carl Hesse                                  | Dr. jur., Notar in Römerstadt                    |
| Landgemeinden              | 25. Schönberg                   | Joseph Veith                                | Erbgerichtsbesitzer in Raigersdorf               |
| Landgemeinden              | 26. Müglitz                     | Franz Maneth                                | Grundbesitzer in Medl                            |
| Landgemeinden              | 27. Littau                      | Franz Wodička                               | Dechant in Konitz                                |
| Landgemeinden              | 28. Znaim                       | Victor Hübner                               | Realitätenbesitzer in Znaim                      |
| Landgemeinden              | 29. Budwitz                     | Thomas Šimbera                              | Pfarrer in Myslibořitz                           |
| Landgemeinden              | 30. Nikolsburg                  | Joseph Ristl                                | Mühlenbesitzer in Dürnholz                       |
| Landgemeinden              | 31. Mährische Enklaven          | Ernst Peschke                               | Erbgerichtsbesitzer in Rausen                    |